# Fábrica de porcelana de Gaucher Blin

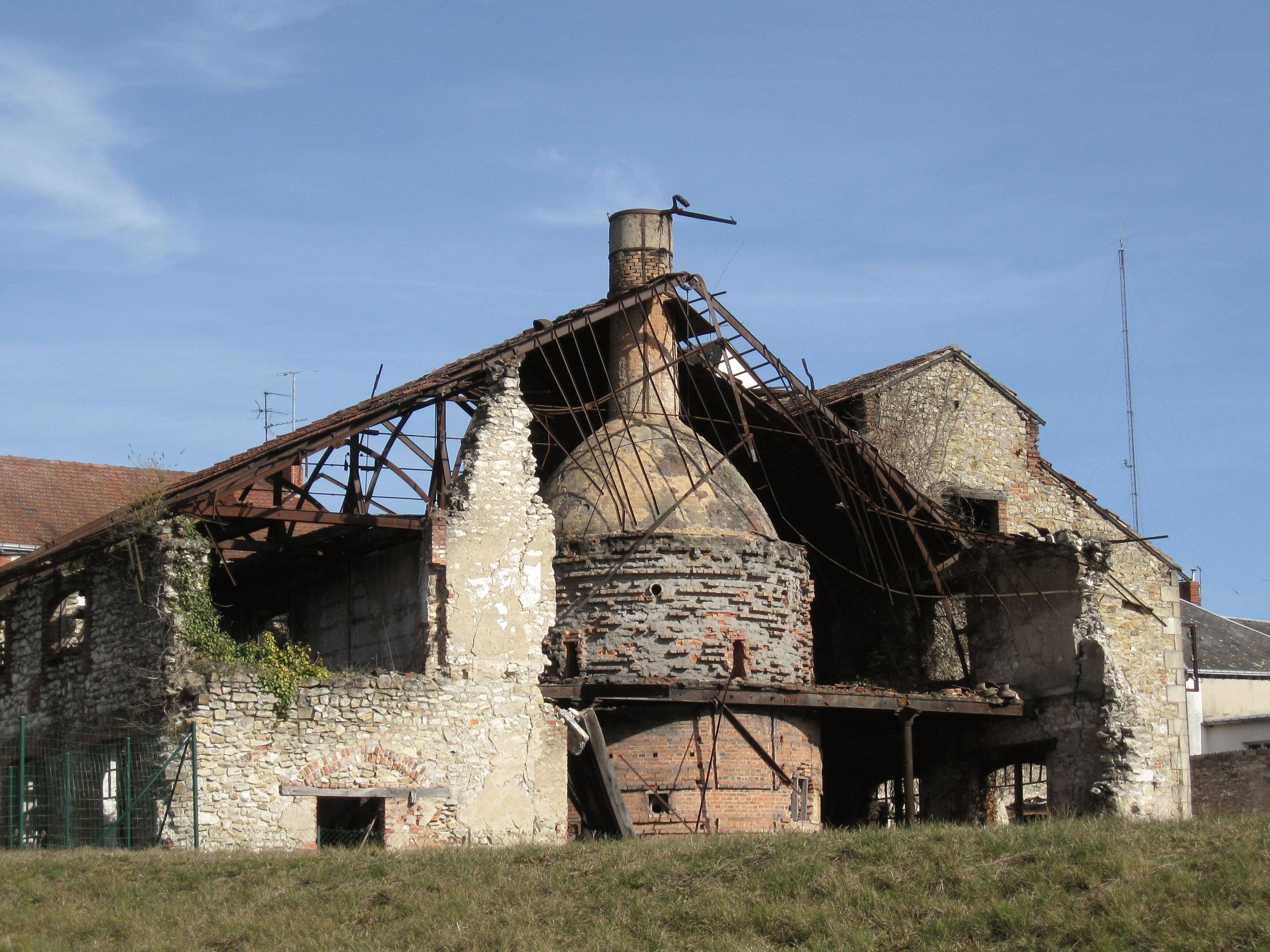
Edificio que alberga un horno circular de globo en la antigua fábrica Gaucher en Vierzon.

La fábrica de porcelana de Gaucher Blin había sido anteriormente (desde 1860) una manufactura de vidrio construida por Félix Richer en la ciudad de Vierzon, en el departamento de Cher (Francia). En 1881 fue transformada en una fábrica de porcelana de tres hornos. Desde el año 1919 perteneció a la familia de banqueros Gaucher hasta su cierre en 1959. 
La presencia de arcilla refractaria en la zona dio lugar a una gran actividad de alfarería en la zona, llegando a emplear a finales del siglo XIX a más de 1500 personas, cantidad que fue decreciendo a partir de la Segunda Guerra Mundial. El último taller de la ciudad se cerró en 1997.
Actualmente en desuso, sus edificios se encuentran muy degradados, albergando aún un conjunto de tres hornos circulares en globo, dos de ellos de fuego intermitente con llama invertida alimentada con carbón, probablemente datan del período de transformación de la fábrica de vidrio en la de porcelana, por lo que están datados del último cuarto del siglo XIX, había otro de las mismas características que está derruido totalmente. Existe un horno de gas, del mismo tipo que los anteriores, instalado en la fábrica aneja de Blin. El conjunto pasó a ser propiedad municipal, y declarado Monumento histórico francés en 1999.